# Семья Годредж
Семья Годредж — семья Парси в Индии, в их крупнейшей собственности и под их управлением находиться Godrej Group — конгломерат, основанный Ардеширом Годреджем и его братом Пироджшей Берджорджи Годреджем в 1897 году, и соединяющий в себе различные сектора экономики: недвижимость, промышленную инженерию, производство бытовой техники, мебели, товаров народного потребления, сельскохозяйственных продуктов, а также предоставление гарантий и безопасности. Семью возглавляет Ади Годредж вместе со своим братом, Надиром Годреджем, и своим кузеном, Джамшидом Годреджем. Семья одна из богатейших в Индии, её чистый капитал составляет $11.6 млн на 2014 год.

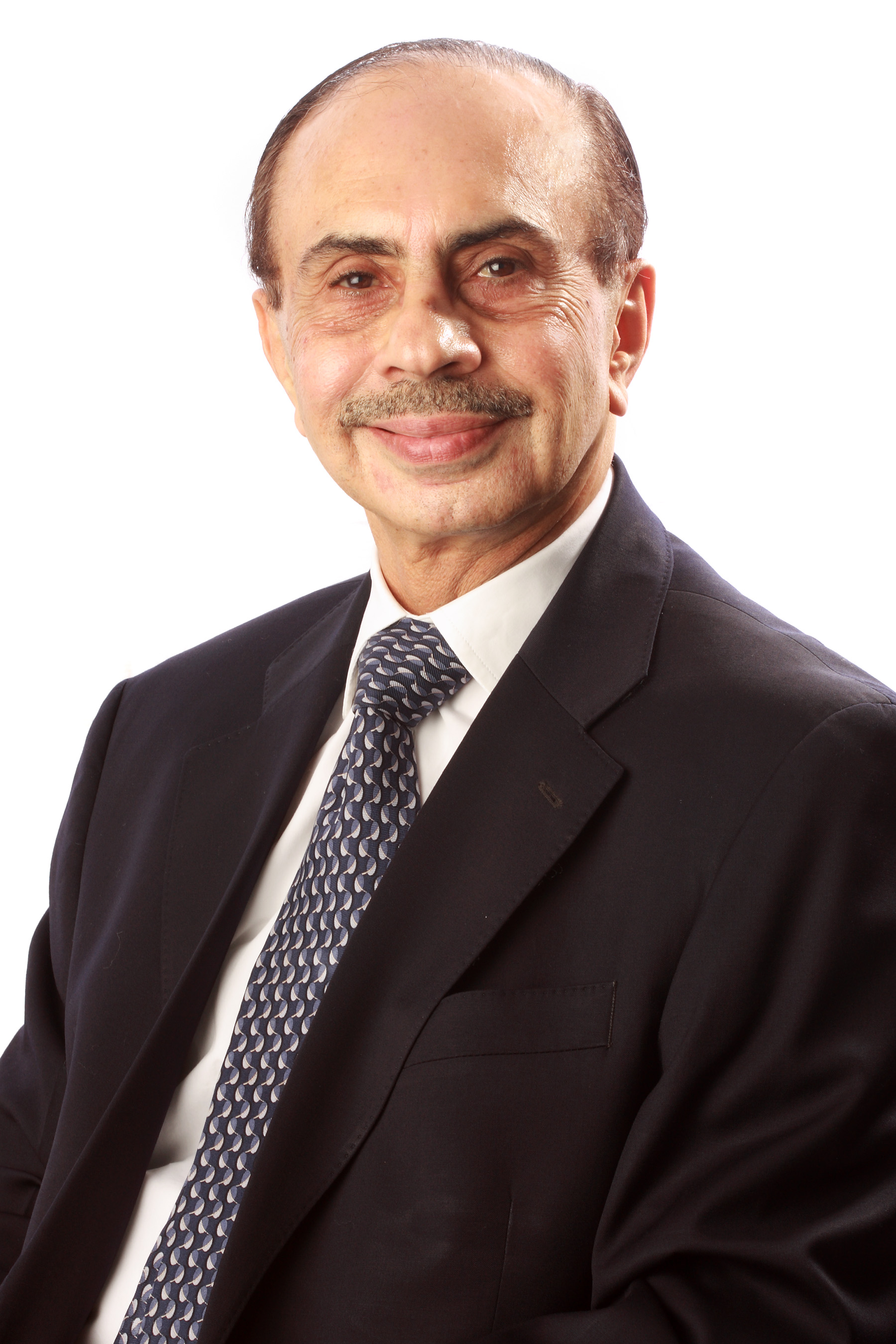
Ади Годредж

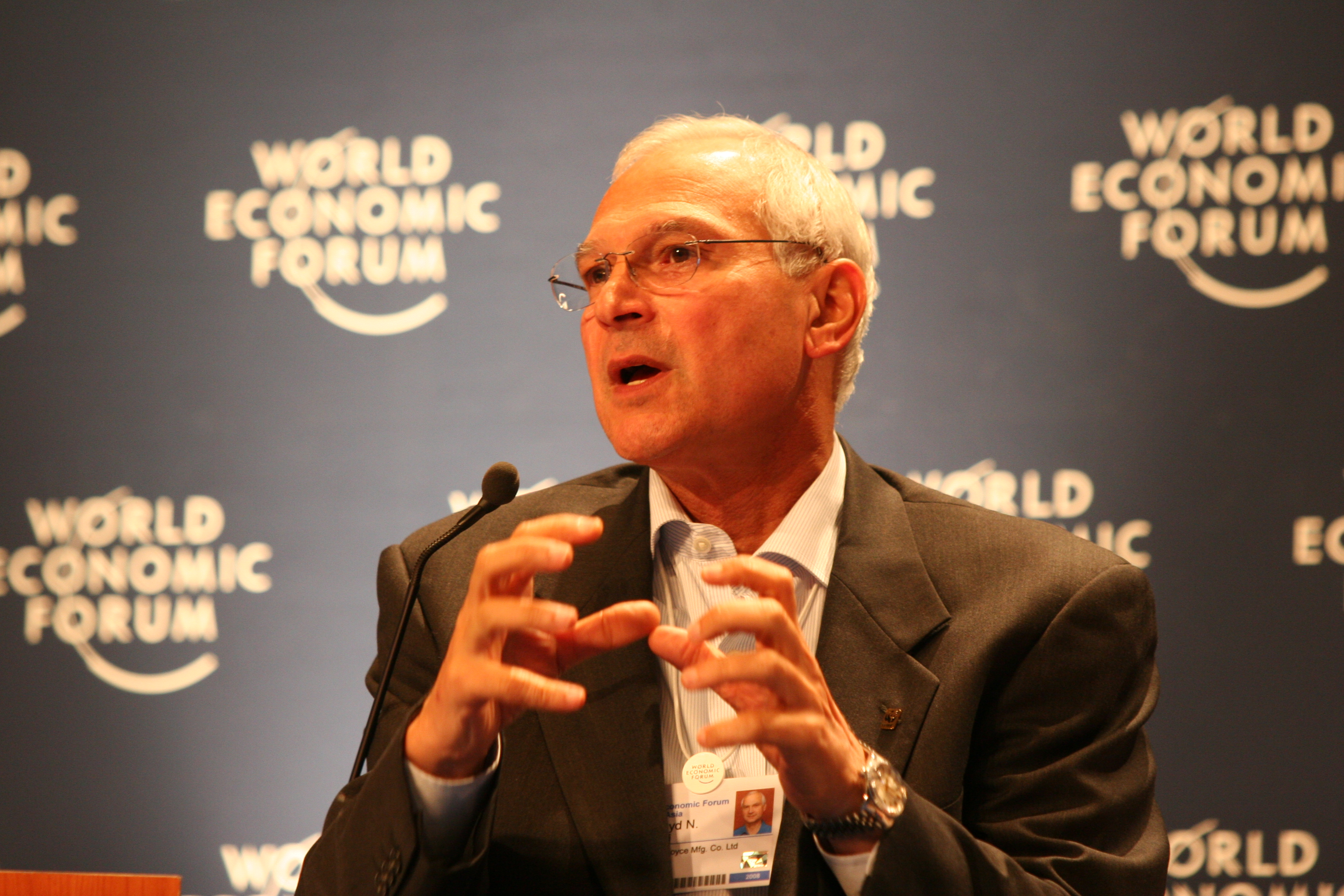
Джамшид Годредж

## История
Семья входить в бизнес начала в Бомбеях в 1897 году, когда Ардешир Годредж, после того, как прочитал статью в газете о росте преступности в городах, начал усовершенствовать и продавать замки, ему помогал его брат Пироджша. Ардешир Годредж умер бездетным. Сыновья Пироджши — Берджор, Сохраб и Навал, преуспели во втором поколении. Сегодня внуки Ади, Надир и Джамшид возглавляют семью. С тех пор, начальное предприятие братьев Годреджев разделилось на секторы и усовершенствовалось во множество компаний под руководством Godrej Group, в них входят: Godrej Industries, Godrej Agrovet, Godrej Consumer Products, Godrej Properties, Godrej Infotech, и компания-учредитель Godrej & Boyce.

## Недвижимость в Мумбаи
Среди семейной собственности самыми ценными являются активы в 3500 акров недвижимости в Викхроли, Мумбаи, ценность которой оценивается в $12 млн, если её обработать. В 2011 году семья заявила о своем плане обработать 3 миллиона квадратных футов к 2017 году, через соединенное предприятие, состоящее из Godrej Industries и Godrej Properties. За десятилетие семья сберегла 1750 акров мангровых болот в пределах своих земельных угодий. Ади и Джамшид Годреджы занимают ведущие позиции в списке богатейших зеленых миллионеров журнала Forbes. 18 июня 2014 года семья приобрела у Хоми Бабы портретное бунгало, через аукцион устроенный Национальным центром исполнительских искусств.

## Члены семьи
- Ардешир Годредж, соучредитель из Братьев Годреджев.
- Пироджша Берджорджи Годредж, соучредитель из братьев Годреджев.
- Берджор Годредж.
- Сохраб Пироджша Годредж, председатель Godrej Group.
- Навал Годредж.
- Ади Годредж, председатель Godrej Group.
- Пармешвар Годредж, занимает высокий пост и активист в СПИД (Синдром приобретённого иммунного дефицита).
- Пироджша Ади Годредж, главный менеджер & исполнительный директор Godrej Properties Limited.
- Надир Годредж, главный менеджер Godrej Industries и председатель Godrej Agrovet.
- Джамшид Годредж, председатель Godrej & Boyce.